# Nenad Miškovski
Nenad Miškovski (in macedone Ненад Мишковски?; Tetovo, 26 dicembre 1986) è un calciatore macedone, difensore del Vardar.

## Carriera

### Club
Ha debuttato nel campionato macedone con la maglia del Teteks nel 2007.

### Nazionale
Ha giocato nella nazionale macedone Under-19.

## Palmarès

### Club

#### Competizioni nazionali
- Coppa di Macedonia: 1

Teteks: 2009-2010
- Supercoppa di Macedonia: 1

Škendija: 2011